# Rudervereinigung Hellas-Titania Berlin
Die Rudervereinigung Hellas-Titania Berlin ist ein Sportverein aus Berlin-Spandau.

## Geschichte und Lage
Die Ruder-Vereinigung ist ein Zusammenschluss der Vereine RG Nibelungen, Rvg. Jahn 1887, Friedrichshagener RV 1892 und des RC Hellas-Titania 1883.
Das Bootshaus befindet sich an der Scharfen Lanke im Spandauer Stadtteil Wilhelmstadt.

## Bekannte Sportler
Die einzige olympische Medaillengewinnerin des Vereins ist Britta Oppelt, die zwei Silbermedaillen und eine Bronzemedaille erruderte. Oppelt erhielt auch zwei Goldmedaillen bei Weltmeisterschaften. Erster Weltmeister der Rudervereinigung war allerdings Peter Hertel, der 1966 Gold mit dem Deutschland-Achter erruderte. Weltmeisterschaftsbronze erkämpften 1975 Thomas Hitzbleck und Klaus Jäger im Zweier mit Steuermann mit dem Hamburger Steuermann Holger Hocke.